# EWorld

Logo di eWorld

eWorld era un fornitore di servizi on-line realizzato da Apple.

## Storia
All'inizio degli anni novanta i servizi di informazione on-line stavano diventando rapidamente popolari e Apple decise di valutare la possibilità di rimpiazzare il suo servizio on-line chiamato AppleLink. Il servizio AppleLink era un servizio nato nel 1985 e offerto da Apple in congiunzione con GE Information Services. Era un servizio dedicato alla rete di vendita e di assistenza di Apple e la sua funzione era quella di ridurre il costo di gestione della rete commerciale. Divenne rapidamente il sistema di comunicazione privilegiato tra Apple e i suoi rivenditori. John Ebbs, responsabile del supporto convinse i vertici della società che il servizio dovesse essere basato su Macintosh in modo da avvantaggiarsi dell'interfaccia grafica fornita dal Macintosh.
Prima dell'avvento di eWorld Apple avviò un servizio di supporto per gli utenti finali chiamato AppleLink Personal Edition. Il servizio si basava sui sistemi della Quantum Computer Service. Il presidente della Quantum trattò con Apple per tre mesi per convincerla a sub appaltarle la gestione del servizio Personal. Nel 1987 Apple autorizzo Quantum ad attivare il servizio ed utilizzare il logo Apple per pubblicizzarlo. Apple avrebbe ricevuto il 10% di royalty degli incassi per il marchio e Quantum avrebbe guadagnato offrendo agli utenti un servizio a pagamento.
Il progetto di Quantum fallì rapidamente: Quantum cercò di convincere Apple a fornire con tutte le macchine vendute il software necessario per accedere ad AppleLink ma i manager Apple rifiutarono, non avendo intenzione di fornire gratuitamente tale software. Quando Apple lanciò il suo servizio on-line ovviamente cercò di rendere nullo il precedente contratto.
Nel 1991 Quantum cambiò il proprio nome in America Online e aprì il suo servizio on-line per Macintosh e IBM-Compatibili; facendo leva sul vecchio contratto, riuscì ad utilizzare il logo Apple per il loro servizio on-line.
Apple decise di sciogliere il suo vecchio contratto con GE dato che l'infrastruttura di AppleLink le costava soldi e America Online aveva dimostrato che i servizi on-line potevano generare soldi e non assorbirne.
Apple creò così il suo servizio on-line orientato agli utenti Macintosh, in competizione con America Online, e creo l'OSG (Online Service Group), un gruppo con l'obiettivo di sviluppare il servizio on-line di Apple. OSG comprò il software di AppleLink da America Online e lo utilizzò come base per sviluppare la metafora del mondo chiamata eWorld, sviluppandolo e introducendovi molti nuovi servizi.

## eWorld
Il 5 gennaio 1994 Apple presentò eWorld. Il 20 luglio dello stesso anno il servizio divenne operativo. Il servizio eWorld era una combinazione dell'archivio di supporto tecnico del precedente AppleLink e dei servizi più tradizionali come quelli offerti da America Online o CompuServe. Il servizio era centrato sul municipio. Ogni servizio era gestito da un edificio apposito così che fosse semplice e veloce comprendere le distinzioni tra i vari servizi. Il software era disponibile solo per Macintosh ma Apple annunciò che una versione per Microsoft Windows, sarebbe stata resa disponibile nel 1995.
La metafora del municipio rese semplice l'utilizzo del servizio e molte aziende che operavano nel mercato Macintosh decisero di aprire dei propri edifici virtuali dove fornire supporto e assistenza dei propri prodotti. Il portale di eWorld era collegato anche con portali di news e notizie.
I due servizi che riscossero maggiore successo furono l'eMail Center e il Community Center. Il Community Center era un servizio tipo BBS ove gli utenti di eWorld si trovavano per parlare e discutere di moltissimi argomenti. L'eMail Center era un ufficio di posta virtuale e consentiva agli utenti di inviare eMail. Il servizio ospitava anche la documentazione tecnica.

## Insuccesso
Apple, quando decise di attivare eWorld, i servizi on-line proprietari erano al tramonto poiché l'arrivo di internet stava rendendo tutti questi servizi gratuiti e non legati al singolo fornitore.
Il servizio costava $8.95 al mese e includeva due ore gratis di navigazione notturna o nel fine settimana. Ogni ora seguente costava $4.95 nell'orario non di punta e 7.95 nell'orario di punta (6 am - 6 pm). Apple inizialmente decise di tenere delle tariffe elevate per contenere il numero di abbonati ma quando si capì che il servizio non decollava comunque la società non modificò i prezzi. Dopo un anno il servizio contava 90.000 abbonati. Nel 1995 venne fornito un limitato servizio internet e a settembre 1995 il servizio contava 115000 abbonati, pochi se comparati a America Online che ne aveva 3.5 milioni.
La versione Windows di eWorld non venne mai distribuita. Il servizio era disponibile solo per Macintosh e l'unico pda utilizzabile per le e-mail era il Newton. Il CEO Michael Spindler ("The Diesel") decise che il marketing per l'Online Services Group non era necessario e anche il software necessario per collegarsi che veniva regalato con i nuovi Macintosh era messo in un punto non visibile del sistema operativo. La mancanza di pubblicità del servizio rese eWorld poco popolare, molti utenti Macintosh non conoscevano il servizio oppure lo conoscevano ma in modo sommario e superficiale e non ne apprezzavano il valore.
Il 31 marzo 1996 alle 12:01 Apple sospese il servizio. I manager della società decisero che l'insuccesso del progetto era dovuto al mercato dominato da America Online e dalla sempre maggiore invadenza dei servizi gratuiti nati su Internet. Il progetto venne eliminato anche perché in quel periodo Apple cercava in tutti i modi di ridurre i costi in un periodo di crisi. Dopo una perdita di 68 milioni di dollari dell'ultimo quadrimestre del 1995 il consiglio di amministrazione di Apple chiede le dimissioni del CEO. Nel gennaio del 1996 Michael Spindler si dimette e viene sostituito dal ex CEO di National Semiconductor Gil Amelio. Molti progetti e prodotti vengono cancellati pur di permettere all'azienda di tornare ad essere competitiva e di riportare il bilancio in attivo.
I componenti del Online Services Group si sono dispersi ed alcuni dopo aver abbandonato Apple hanno fondato TalkCity.com.